# Demența cu corpi Lewy
Demența cu corpi Lewy (DLB) este un tip de demență însoțit de modificări ale somnului, comportamentului, gândirii, mișcării și funcțiilor involuntare ale organismului. Pierderea memoriei nu este întotdeauna un simptom incipient. Boala se agravează în timp și este de obicei diagnosticată atunci când declinul cognitiv interferează cu funcționarea zilnică normală. Funcția inimii și fiecare nivel al funcției gastrointestinale, de la mestecat până la defecație, pot fi afectate, constipația fiind unul dintre cele mai des întâlnite simptome. De asemenea, se poate manifesta hipotensiunea ortostatică. Boala poate afecta comportamentul; schimbările de dispoziție precum depresia și apatia sunt frecvente.
Cauza exactă este necunoscută, dar implică depozite larg răspândite de aglomerări anormale de proteine în neuronii creierului afectat. Majoritatea oamenilor nu au o persoană afectată în familie, deși ocazional se regăsește la mai multe persoane dintr-o familie. Cunoscute sub numele de corpi Lewy (descoperiți în 1912 de Frederic Lewy) și neurite Lewy, aceste aglomerări afectează atât sistemul nervos central, cât și sistemul nervos autonom. Tulburarea comportamentului în timpul somnului REM (RBD), în care paralizia musculară care apare în mod normal în timpul somnului REM nu se produce și oamenii reacționează conform visului, este o caracteristică de bază. RBD poate apărea cu ani sau decenii înaintea altor simptome. Alte trăsături de bază sunt halucinațiile vizuale, fluctuațiile accentuate ale atenției sau vigilenței și parkinsonismul (încetinirea mișcării, probleme de mers sau rigiditate). Un diagnostic prezumtiv poate fi pus dacă sunt prezente mai multe caracteristici ale bolii sau biomarkeri; examenul de diagnostic poate include analize de sânge, teste neuropsihologice, imagistică și studii de somn. Un diagnostic definitiv necesită de obicei o autopsie. Împreună cu demența asociată bolii Parkinson, DLB este unul dintre cele două tipuri de demență cu corpi Lewy.
Nu există niciun tratament curativ sau medicamente care să împiedice progresia bolii, iar persoanele aflate în ultimele stadii ale DLB ar putea fi în imposibilitatea de a avea grijă de ele singure. Tratamentele urmăresc ameliorarea unora dintre simptome și reducerea poverii asupra îngrijitorilor. Medicamente precum donepezilul și rivastigmina sunt eficiente în îmbunătățirea cogniției și a funcției generale, iar melatonina poate fi utilizată pentru simptomele legate de somn. Antipsihoticele sunt de obicei evitate, chiar și pentru halucinații, deoarece la aproape jumătate dintre persoanele care suferă de DLB apar reacții severe și cu potențial letal, iar utilizarea lor poate duce la deces. Gestionarea numeroaselor simptome diferite este o provocare, deoarece implică mai multe specialități și educarea îngrijitorilor.
DLB este o formă frecventă de demență, dar numărul persoanelor afectate nu este cunoscut cu exactitate și, de multe ori, boala nu este diagnosticată corect. De obicei, începe să se manifeste după vârsta de cincizeci de ani, iar persoanele care suferă de această boală trăiesc aproximativ opt ani după diagnosticare. Boala a fost descrisă pentru prima dată de Kenji Kosaka în 1976.